# Katsuhiko Umehara
Katsuhiko Umehara (jap. 梅原 克彦, Umehara Katsuhiko; * 29. März 1954 in Sendai) ist ein japanischer Politiker und war von 2005 bis 2009 Bürgermeister von Sendai.
Umehara studierte an der Universität Tokyo und graduierte an deren Jurafakultät 1978. Danach war er im Ministerium für Wirtschaft, Handel und Industrie, sowie in der Privatwirtschaft tätig. Aus beruflichen Gründen hielt er sich einige Jahre in Thailand und den Vereinigten Staaten auf, weswegen Umehara fließend englisch spricht.
2005 wurde er zum Bürgermeister seiner Geburtsstadt Sendai gewählt. 2009 kandidierte er nicht für eine zweite Amtszeit.
Als Hobby betreibt er neben Schwimmen und seinem Interesse für archäologische Ruinen Judo und ist Träger des Schwarzen Gürtels.